# Pyrénées (metrostation)
Pyrénées is een van de 13 metrostations van de Parijse metrolijn 11. Het is gelegen op de grens tussen het 19e en 20e arrondissement.
In de directe omgeving van het station is het Parc de Belleville te vinden.

## Kaart

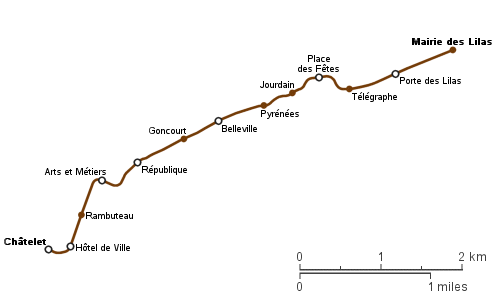
Kaartje van de Parijse metrolijn 11 en de haltes.

Châtelet · 
Hôtel de Ville · 
Rambuteau · 
Arts et Métiers · 
République · 
Goncourt · 
Belleville · 
Pyrénées · 
Jourdain · 
Place des Fêtes · 
Télégraphe · 
Porte des Lilas · 
Mairie des Lilas
Serge Gainsbourg · 
Romainville - Carnot · 
Montreuil - Hôpital · 
La Dhuys · 
Coteaux Beauclair · 
Rosny-Bois-Perrier